# ۲۵ ربیع‌الثانی
۲۵ ربیع‌الثانی، بیست و پنجمین روز از ماه ربیع‌الثانی در تقویم هجری قمری است.
در تقویم هجری قمری قراردادی این روز صد و چهاردهمین روز سال است.